# Pius de Fluvià i Borràs
Pius de Fluvià i Borràs (Granollers, Vallès Oriental, 1872 — Barcelona, Barcelonès, 1958) va ser un autor teatral en llengua catalana.
Era germà de Manuel de Fluvià i Borràs, músic i cal·lígraf, pare d'Armand de Fluvià i Vendrell, músic pianista i compositor i avi d'Armand de Fluvià i Escorsa, genealogista i heraldista.
Va utilitzar sovint els pseudònims Xavier Ximeno, Xanxo, Xeflis i similars. Va escriure monòlegs, sainets (com Un promès denunciat, 1925), i comèdies, com La clínica del doctor Llanceta (1925), La rifada de la rifa (1931) i Gelós per força (1946), entre d'altres.